# Jeremy Corbyn
Jeremy Bernard Corbyn (Chippenham, Wiltshire, 26 de maio de 1949) é um político britânico. Foi líder do Partido Trabalhista e líder da Oposição na Câmara dos Comuns do Reino Unido de 2015 a 2020. É parlamentar pelo distrito de Islington North desde 1983.
Destacou-se nos movimentos antiguerra, antinuclear e na defesa dos direitos humanos. Jeremy Corbyn, mais próximo dos movimentos contra a austeridade grego Syriza e espanhol Podemos do que do centrista Tony Blair, conseguiu consolidar o seu estatuto junto dos jovens e velhos militantes e sindicatos. Após o fracasso dos Trabalhistas nas eleições de 2015 e a renúncia de Ed Miliband como líder da legenda, Corbyn se candidatou e venceu o pleito para a liderança do Partido Trabalhista à primeira volta com 59% dos votos.
Um autoproclamado socialista democrático, Corbyn defende a renacionalização de serviços públicos e das ferrovias, reabertura das minas de carvão, combate a evasão fiscal como alternativa à austeridade, abolição da cobrança de mensalidades nas faculdades e restauração das bolsas de estudo, uma política unilateral de desarmamento nuclear e o cancelamento do programa de armas Trident, uso do quantitative easing ("flexibilização quantitativa") para financiar a infraestrutura e projetos de energia renovável, além da reversão de cortes de gastos no setor público e no sistema de assistência social aos mais pobres, em vigor desde o início do governo de David Cameron. Corbyn é um populista de esquerda.
Após o referendo sobre a permanência do Reino Unido na União Europeia em 2016, parlamentares Trabalhistas passaram um voto de desconfiança contra Corbyn por 172 votos a 40 após a renúncia de dois-terços do seu Gabinete Sombra. Em setembro de 2016, contudo, Jeremy voltou a vencer uma eleição entre os filiados do partido, com 61,8% dos votos.
Nas eleições gerais de 2017, o Partido Trabalhista, sob comando de Corbyn, surpreendeu nas urnas e conquistou 40% dos votos e tomou 32 novos assentos na Câmara dos Comuns do Reino Unido. Já na eleição de 2019, os Trabalhistas conquistaram apenas 32% dos votos, o menor percentual desde 2015, levando a uma perda de 60 assentos no parlamento, indo para apenas 202, a menor marca desde 1935. Com esses resultados muito fracos, Corbyn anunciou que ele renunciaria a posição de líder do Partido Trabalhista.
Corbyn é membro da Amnistia Internacional, do Movimento pelo Desarmamento Nuclear e do Movimento de Solidariedade com a Palestina. Foi também presidente da Coligação Parem a Guerra, de campanha contra a Guerra do Iraque e a Guerra do Afeganistão, de 2011 a 2015. Apesar de condenar o antissemitismo e ter suspendido parlamentares do Partido Trabalhista por terem opiniões consideradas antissemitas, Corbyn já foi acusado ele mesmo de ter visões antiIsrael ou antissemitas. Em Setembro de 2018, uma pesquisa independente da Survation realizada para o The Jewish Chronicle concluiu que 85,9% dos judeus britânicos consideravam Jeremy Corbyn antissemita, e 85,6% consideravam que o Partido Trabalhista tinha níveis "altos" ou "muito altos" de antissemitismo entre os membros do partido e os representantes eleitos.

## Primeiros anos
Corbyn nasceu em Chippenham, no condado de  Wiltshire. Ele foi criado em Kington St Michael, em Wiltshire e era o mais novo de quatro filhos. Sua mãe, Naomi Josling, era uma cientista, mais tarde professora de matemática,  e seu pai, David Benjamin Corbyn,  foi um engenheiro electrotécnico. Seus pais eram ativistas pela paz, tendo-se encontrado  pela primeira vez num evento de apoio aos republicanos espanhóis em luta contra o fascismo franquista. Quando Corbyn tinha sete anos, a família mudou-se para Pave Lane em Shropshire, onde seu pai comprou a Yew Tree Manor, uma antiga casa de hóspedes, transformando-a na casa de família.
Corbyn estudou na Castle House Preparatory School perto de Newport, Shropshire. Frequentou depois a Adams' Grammar School. Na escola, Corbyn contou que recebeu más notas e um professor chegou a dizer-lhe que ele nunca iria fazer nada de si mesmo. Corbyn trabalhou como repórter por um curto período de tempo para um jornal local, o Newport and Market Drayton Advertiser. Foi estudante na University of North London, mas saiu após um ano.
Por volta dos seus 18 anos de idade, Corbyn passou dois anos como trabalhador voluntário na Jamaica, onde ensinou  geografia.Corbyn trabalhou como sindicalista na União Nacional dos Trabalhadores de Alfaiataria e Vestuário. Foi  membro de uma Autoridade Sanitária Distrital nos primeiros anos da década de 1970. Em 1974, ele foi eleito para o Haringey Council, representando Haringey como conselheiro até 1983.

## Carreira política
Corbyn foi escolhido como candidato do Partido Trabalhista em Islington North em 1982. Por esta altura, envolveu-se na London Labour Briefing, um magazine político ligado ao Partido Trabalhista, onde foi colaborador e membro do conselho editorial durante a década de 1980.
Em 1985, ele foi nomeado secretário nacional da recém-lançada Ação Antifascista.
Numa reunião organizada pela Coligação Parem a Guerra, em 2009, Corbyn referiu-se a membros dos movimentos Hamas e Hezbollah como amigos, dizendo que o Hamas era "uma organização dedicada ao bem do povo palestiniano" e que o facto de o Governo britânico rotular o Hamas como terrorista é "um grande, grande erro histórico". O académico judeu Alan Johnson comentou: "Eu simplesmente não entendo como pode apoiar tão impensadamente aquelas forças políticas que se opõem, até ao seu ultimo fôlego,  a tudo - literalmente, tudo - que o movimento Trabalhista já defendeu".
Em 29 de Outubro de 2020, Corbyn foi suspenso do Partido Trabalhista  depois de ter dito que não aceitaria o que a Comissão para a Igualdade e Direitos Humanos (Equality and Human Rights Commission) alegou sobre o anti-semitismo no partido.
Numa entrevista ao  Al Mayadin, Corbyn pediu aos países ocidentais que interrompam o envio de armas para a Ucrânia: (...)  não vai trazer uma solução, só vai prolongar e escalar a guerra”, defendeu. Corbyn assumiu-se contra a invasão militar russa na Ucrânia, que caracterizou como “fundamentalmente errada”.
Em 2024, foi reeleito deputado enquanto candidato independente pela circunscrição de North Islington, norte de Londres, derrotando o concorrente do antigo partido.

## Vida Pessoal
Corbyn vive em Londres com sua terceira esposa, Laura Álvarez, uma mexicana e importadora fair-trade (comércio justo) de café. Já foi casado outras duas vezes.